# 蔦清小松朝じ
蔦清小松 朝じ（つたきよこまつ あさじ、1894年〈明治27年〉2月8日 - 1996年〈平成8年〉8月18日）は、日本の芸妓。現役最高齢・102歳の芸妓であった。東京府東京市下谷区下谷箪笥町出身。お座敷では柳橋 朝じ（やなぎばし あさじ）、常磐津節三味線では岸沢 式あさ（きしざわ しきあさ）と名乗っていた。本名は加藤 はる（かとう はる）、加 るとも表記される。

## 略歴
1894年、大工の棟梁の父と母のもと、九人兄弟の次女として生まれる。
幼い頃から三味線や長唄、清元節を好み、7歳頃に杵屋いせのもと三味線の稽古をはじめる。
11歳で自ら志願し、吉原のお茶屋で芸妓となる。花柳界に身を置くということは、借金をすることが目的の場合も多かった。朝じの父は生活に苦慮していなかったが、証文を作成する為に形だけの借金をすることとなった。十年十円の借金というかなり低い金額であった。
吉原のお茶屋がつぶれ、柳橋
へ移る。21歳で置屋・清小松へ移籍、23歳で独立し置屋・蔦清小松を経営する。
1945年3月10日の東京大空襲で日本橋区米沢町の自宅が焼け落ち、埼玉県北足立郡草加町に疎開する。戦後2年ほどでお座敷が再開しはじめ、草加から柳橋までモンペ姿で通った。柳橋近くの友達の家で化粧をしお座敷にでていたという。1949年頃、柳橋に自宅を再建する。
1989年、常磐津節の継承者として黄綬褒章を授かる。常磐津節は27歳頃からはじめたものであり、歌舞伎・仮名手本忠臣蔵での常磐津文字翁の演奏に感動したことがきっかけであったという。
88歳の時点で既に現役最高齢の芸妓であった。
100歳の頃でも週に一度はお座敷に出ており、102歳6ヶ月で亡くなる4ヶ月前までお座敷に出ていた。
一番の贔屓筋は稲山嘉寛、出光佐三や長谷川一夫、初代松本白鸚も贔屓筋であったという。

## 家族
生涯独身であったが、姉の娘・きぬ子を5歳の頃に養女として迎えている。
きぬ子の娘、朝じの孫である君代は佐伯秀男と結婚した。君代と佐伯は33歳の年の差があり、佐伯は義母・きぬ子の1歳年上である。
晩年は、朝じ・きぬ子・君代・佐伯の四人暮らしであった。

## 出演

### 映画
- 書かれた顔（1996年、ユーロスペース[2]）

## 著書
- 『女はきりきりしゃん あたしは百歳現役芸者』ごま書房、1994年